# Aphaenogaster isekram
Aphaenogaster isekram é uma espécie de inseto do gênero Aphaenogaster, pertencente à família Formicidae.